# Cillei Borbála
Cillei Borbála (1392 – Mělník, Csehország, 1451. július 11.) (németül: Barbara von Cilli; csehül: Barbora Cellská; szlovénül és horvátul: Barbara Celjska) magyar, horvát, német és cseh királyné, német-római császárné, Magyarország régense. Luxemburgi Zsigmond második felesége, Cillei Hermann horvát-szlavón bán leánya.
A köztudatban Borbála általában bűnös asszonyként szerepel, és a királynéról hagyományosan elítélő kép maradt fent. Ez elsősorban a róla és családjáról szóló rosszindulatú pletykáknak tudható be. Jörg Konrad Hoensch német történész Borbála királynét felmenti a vádak alól, és az egész házasságtörési históriát lényegében koncepciós pernek tartja a királyné ellen koholt vádak alapján, amelyeknek semmilyen alapjuk sem volt. Mályusz Elemér meg sem említi az esetet. Valójában ő és rokonai hibáikkal és erényeikkel együtt semmiben sem különböztek a velük egy szinten álló korabeli családoktól. Mindenesetre a királlyal elhitették, hogy felesége megcsalja, és emiatt rövid időre 1419-ben száműzte magától. Később azonban visszafogadta, de a magyar rendek soha nem bocsátottak meg neki. A kegyvesztettség oka abban is kereshető, hogy a Hunyadiak és a Habsburgok mind a Cillei család régi ellenségei voltak, így nekik érdekükben állt a királyné hűtlenségéről szóló pletykák terjesztése. Fiai nem születtek, egyetlen gyermeke, Luxemburgi Erzsébet azonban magyar királyné lett.
Ő és családja is számos birtok felett rendelkezett, ezért kölcsöneivel magát az eladósodott Zsigmond királyt is tudták segíteni, és emiatt, egyfajta viszonzásképpen, Cillei Hermann és fia, Frigyes is tagja lehetett a Sárkány Lovagrendnek. Férje halála után előbb Lengyelországba ment, majd Csehországban telepedett le, és ott élt haláláig.

## Származása
Cillei Hermann gróf horvát-szlavón bán és Schaunbergi Anna grófnő lánya volt. Bár Borbála közvetlenül nem királyi családból származott, és grófnőből lett királyné, királyi ősökkel is rendelkezett. Zsigmond első feleségével is közeli rokonságban állt, hiszen apja, Cillei Hermann másodfokú unokatestvére volt Mária királynőnek. Máriának és Cillei Hermann-nak is a bosnyák uralkodóházból, a Kotromanics (Kotromanić)-házból származott az édesanyja.
Kotromanics Katalin, Cillei Borbála apai nagyanyja I. Tvrtko bosnyák király nővére volt. A bosnyák királyi házzal való rokonság következtében 1427-ben II. Tvrtko bosnyák király Cillei Hermannt tette meg örökösének gyermektelen halála esetére, de Cillei előbb halt meg, és családja így nem büszkélkedhetett királyi koronával, bár Zsigmond király kiemelte a családot a stájer herceg fennhatósága alól, és hercegesítette a grófi címüket, 1435-ben. A bosnyák királyi házon keresztül a szerb királyi családtól, a Nemanja-háztól is közvetlenül származtak, hiszen Kotromanics Katalin apai nagyanyja, Nemanja Erzsébet Dragutin István szerb király lánya volt. Erzsébet anyja V. István magyar király lánya, Katalin hercegnő volt, Borbála így közvetlen Árpád-házi felmenőkkel is rendelkezett, és V. István hatodik leszármazottja volt. Ezek miatt a király szempontjából nem tekinthető a vele kötött házasság mésalliance-nak, de a korra jellemzően elsősorban politikai jellegű frigyet kötöttek.
| Borbála | Apa: II. Hermann cillei gróf | Apai nagyapa: I. Hermann cillei gróf        | Apai dédapa: I. Frigyes cillei gróf      |
| Borbála | Apa: II. Hermann cillei gróf | Apai nagyapa: I. Hermann cillei gróf        | Apai dédanya: Wallseei Diemut            |
| Borbála | Apa: II. Hermann cillei gróf | Apai nagyanya: Kotromanić Katalin           | Apai dédapa: Kotromanić Ulászló          |
| Borbála | Apa: II. Hermann cillei gróf | Apai nagyanya: Kotromanić Katalin           | Apai dédanya: Šubić Ilona                |
| Borbála | Anya: Schaunbergi Anna       | Anyai nagyapa: VII. Henrik schaunbergi gróf | Anyai dédapa: V. Henrik schaunbergi gróf |
| Borbála | Anya: Schaunbergi Anna       | Anyai nagyapa: VII. Henrik schaunbergi gróf | Anyai dédanya: Truhendingeni Anna        |
| Borbála | Anya: Schaunbergi Anna       | Anyai nagyanya: Görzi Orsolya               | Anyai dédapa: VI. Menyhért görzi gróf    |
| Borbála | Anya: Schaunbergi Anna       | Anyai nagyanya: Görzi Orsolya               | Anyai dédanya: Pfannbergi Katalin        |

## Ősei

### Legközelebbi rokonsági fok Cillei Borbála, a férje, és férje első felesége között
|  |  | | | | | | |  |  |  |  | | | | | | |  |  |                                                                             |  |  |  | | | | | | | | | | | | | | |  |  |  |  |  |  |  |  |  |  |  |  |  |  |  |  |  |  |  |  |  |  |  |  |  |  |  |  |  |  |  |  |  |  |  |  |  |  |
|  |  | | | | | | |  |  |  |  | | | | | | |  |  | IV. Béla magyar király 1206–1270 felesége: Laszkarisz Mária 1206 körül–1270 |  |  |  | | | | | | | | | | | | | | |  |  |  |  |  |  |  |  |  |  |  |  |  |  |  |  |  |  |  |  |  |  |  |  |  |  |  |  |  |  |  |  |  |  |  |  |  |  |
|  |  | | | | | | |  |  |  |  | | | | | | |  |  |                                                                             |  |  |  | | | | | | | | | | | | | | |  |  |  |  |  |  |  |  |  |  |  |  |  |  |  |  |  |  |  |  |  |  |  |  |  |  |  |  |  |  |  |  |  |  |  |  |  |  |
|  |  | | | | | | |  |  |  |  | | | | | | |  |  |                                                                             |  |  |  | | | | | | | | | | | | | | |  |  |  |  |  |  |  |  |  |  |  |  |  |  |  |  |  |  |  |  |  |  |  |  |  |  |  |  |  |  |  |  |  |  |  |  |  |  |
|  |  | | | | | | |  |  |  |  | Árpád-házi Anna magyar királyi hercegnő 1226/27–1285 körül férje:III. Rosztyiszlav kijevi nagyfejedelem 1219–1263                                                                                   | Árpád-házi Anna magyar királyi hercegnő 1226/27–1285 körül férje:III. Rosztyiszlav kijevi nagyfejedelem 1219–1263                                                                                   | Árpád-házi Anna magyar királyi hercegnő 1226/27–1285 körül férje:III. Rosztyiszlav kijevi nagyfejedelem 1219–1263                                                                                   | Árpád-házi Anna magyar királyi hercegnő 1226/27–1285 körül férje:III. Rosztyiszlav kijevi nagyfejedelem 1219–1263                                                                                   | Árpád-házi Anna magyar királyi hercegnő 1226/27–1285 körül férje:III. Rosztyiszlav kijevi nagyfejedelem 1219–1263                                                                                   | Árpád-házi Anna magyar királyi hercegnő 1226/27–1285 körül férje:III. Rosztyiszlav kijevi nagyfejedelem 1219–1263                                                                                   |  |  |                                                                             |  |  |  | | | | | V. István magyar király 1239–1272 felesége: Kun Erzsébet 1240–1290/95                                                                                        | V. István magyar király 1239–1272 felesége: Kun Erzsébet 1240–1290/95                                                                                        | V. István magyar király 1239–1272 felesége: Kun Erzsébet 1240–1290/95                                      | V. István magyar király 1239–1272 felesége: Kun Erzsébet 1240–1290/95                                      | V. István magyar király 1239–1272 felesége: Kun Erzsébet 1240–1290/95                                                   | V. István magyar király 1239–1272 felesége: Kun Erzsébet 1240–1290/95                                                   | | | | |  |  |  |  |  |  |  |  |  |  |  |  |  |  |  |  |  |  |  |  |  |  |  |  |  |  |  |  |  |  |  |  |  |  |  |  |  |  |
|  |  | | | | | | |  |  |  |  | Árpád-házi Anna magyar királyi hercegnő 1226/27–1285 körül férje:III. Rosztyiszlav kijevi nagyfejedelem 1219–1263                                                                                   | Árpád-házi Anna magyar királyi hercegnő 1226/27–1285 körül férje:III. Rosztyiszlav kijevi nagyfejedelem 1219–1263                                                                                   | Árpád-házi Anna magyar királyi hercegnő 1226/27–1285 körül férje:III. Rosztyiszlav kijevi nagyfejedelem 1219–1263                                                                                   | Árpád-házi Anna magyar királyi hercegnő 1226/27–1285 körül férje:III. Rosztyiszlav kijevi nagyfejedelem 1219–1263                                                                                   | Árpád-házi Anna magyar királyi hercegnő 1226/27–1285 körül férje:III. Rosztyiszlav kijevi nagyfejedelem 1219–1263                                                                                   | Árpád-házi Anna magyar királyi hercegnő 1226/27–1285 körül férje:III. Rosztyiszlav kijevi nagyfejedelem 1219–1263                                                                                   |  |  |                                                                             |  |  |  | | | | | V. István magyar király 1239–1272 felesége: Kun Erzsébet 1240–1290/95                                                                                        | V. István magyar király 1239–1272 felesége: Kun Erzsébet 1240–1290/95                                                                                        | V. István magyar király 1239–1272 felesége: Kun Erzsébet 1240–1290/95                                      | V. István magyar király 1239–1272 felesége: Kun Erzsébet 1240–1290/95                                      | V. István magyar király 1239–1272 felesége: Kun Erzsébet 1240–1290/95                                                   | V. István magyar király 1239–1272 felesége: Kun Erzsébet 1240–1290/95                                                   | | | | |  |  |  |  |  |  |  |  |  |  |  |  |  |  |  |  |  |  |  |  |  |  |  |  |  |  |  |  |  |  |  |  |  |  |  |  |  |  |
|  |  | | | | | | |  |  |  |  | Rurik Kunigunda 1245–1285 1. fj.: II. Ottokár cseh király 1232–1278 2. fj.: Falkenstein Závis 1250 körül–1290                                                                                       | Rurik Kunigunda 1245–1285 1. fj.: II. Ottokár cseh király 1232–1278 2. fj.: Falkenstein Závis 1250 körül–1290                                                                                       | Rurik Kunigunda 1245–1285 1. fj.: II. Ottokár cseh király 1232–1278 2. fj.: Falkenstein Závis 1250 körül–1290                                                                                       | Rurik Kunigunda 1245–1285 1. fj.: II. Ottokár cseh király 1232–1278 2. fj.: Falkenstein Závis 1250 körül–1290                                                                                       | Rurik Kunigunda 1245–1285 1. fj.: II. Ottokár cseh király 1232–1278 2. fj.: Falkenstein Závis 1250 körül–1290                                                                                       | Rurik Kunigunda 1245–1285 1. fj.: II. Ottokár cseh király 1232–1278 2. fj.: Falkenstein Závis 1250 körül–1290                                                                                       |  |  |                                                                             |  |  |  | | | | | Árpád-házi Katalin magyar királyi hercegnő 1256/57–1314 után férje: Dragutin István szerb király 1252–1316                                                   | Árpád-házi Katalin magyar királyi hercegnő 1256/57–1314 után férje: Dragutin István szerb király 1252–1316                                                   | Árpád-házi Katalin magyar királyi hercegnő 1256/57–1314 után férje: Dragutin István szerb király 1252–1316 | Árpád-házi Katalin magyar királyi hercegnő 1256/57–1314 után férje: Dragutin István szerb király 1252–1316 | Árpád-házi Katalin magyar királyi hercegnő 1256/57–1314 után férje: Dragutin István szerb király 1252–1316              | Árpád-házi Katalin magyar királyi hercegnő 1256/57–1314 után férje: Dragutin István szerb király 1252–1316              | | | | |  |  |  |  |  |  |  |  |  |  |  |  |  |  |  |  |  |  |  |  |  |  |  |  |  |  |  |  |  |  |  |  |  |  |  |  |  |  |
|  |  | | | | | | |  |  |  |  | Rurik Kunigunda 1245–1285 1. fj.: II. Ottokár cseh király 1232–1278 2. fj.: Falkenstein Závis 1250 körül–1290                                                                                       | Rurik Kunigunda 1245–1285 1. fj.: II. Ottokár cseh király 1232–1278 2. fj.: Falkenstein Závis 1250 körül–1290                                                                                       | Rurik Kunigunda 1245–1285 1. fj.: II. Ottokár cseh király 1232–1278 2. fj.: Falkenstein Závis 1250 körül–1290                                                                                       | Rurik Kunigunda 1245–1285 1. fj.: II. Ottokár cseh király 1232–1278 2. fj.: Falkenstein Závis 1250 körül–1290                                                                                       | Rurik Kunigunda 1245–1285 1. fj.: II. Ottokár cseh király 1232–1278 2. fj.: Falkenstein Závis 1250 körül–1290                                                                                       | Rurik Kunigunda 1245–1285 1. fj.: II. Ottokár cseh király 1232–1278 2. fj.: Falkenstein Závis 1250 körül–1290                                                                                       |  |  |                                                                             |  |  |  | | | | | Árpád-házi Katalin magyar királyi hercegnő 1256/57–1314 után férje: Dragutin István szerb király 1252–1316                                                   | Árpád-házi Katalin magyar királyi hercegnő 1256/57–1314 után férje: Dragutin István szerb király 1252–1316                                                   | Árpád-házi Katalin magyar királyi hercegnő 1256/57–1314 után férje: Dragutin István szerb király 1252–1316 | Árpád-házi Katalin magyar királyi hercegnő 1256/57–1314 után férje: Dragutin István szerb király 1252–1316 | Árpád-házi Katalin magyar királyi hercegnő 1256/57–1314 után férje: Dragutin István szerb király 1252–1316              | Árpád-házi Katalin magyar királyi hercegnő 1256/57–1314 után férje: Dragutin István szerb király 1252–1316              | | | | |  |  |  |  |  |  |  |  |  |  |  |  |  |  |  |  |  |  |  |  |  |  |  |  |  |  |  |  |  |  |  |  |  |  |  |  |  |  |
|  |  | | | | | | |  |  |  |  | [1.] II. Vencel cseh király 1271–1305 1. fg. Habsburg Judit 1271–1297 2. fg.: Piast Erzsébet Richeza 1288–1335                                                                                      | [1.] II. Vencel cseh király 1271–1305 1. fg. Habsburg Judit 1271–1297 2. fg.: Piast Erzsébet Richeza 1288–1335                                                                                      | [1.] II. Vencel cseh király 1271–1305 1. fg. Habsburg Judit 1271–1297 2. fg.: Piast Erzsébet Richeza 1288–1335                                                                                      | [1.] II. Vencel cseh király 1271–1305 1. fg. Habsburg Judit 1271–1297 2. fg.: Piast Erzsébet Richeza 1288–1335                                                                                      | [1.] II. Vencel cseh király 1271–1305 1. fg. Habsburg Judit 1271–1297 2. fg.: Piast Erzsébet Richeza 1288–1335                                                                                      | [1.] II. Vencel cseh király 1271–1305 1. fg. Habsburg Judit 1271–1297 2. fg.: Piast Erzsébet Richeza 1288–1335                                                                                      |  |  |                                                                             |  |  |  | | | | | Nemanjić Erzsébet szerb királyi hercegnő 1270 körül–1331 férje: I. István bosnyák bán 1242 körül–1314                                                        | Nemanjić Erzsébet szerb királyi hercegnő 1270 körül–1331 férje: I. István bosnyák bán 1242 körül–1314                                                        | Nemanjić Erzsébet szerb királyi hercegnő 1270 körül–1331 férje: I. István bosnyák bán 1242 körül–1314      | Nemanjić Erzsébet szerb királyi hercegnő 1270 körül–1331 férje: I. István bosnyák bán 1242 körül–1314      | Nemanjić Erzsébet szerb királyi hercegnő 1270 körül–1331 férje: I. István bosnyák bán 1242 körül–1314                   | Nemanjić Erzsébet szerb királyi hercegnő 1270 körül–1331 férje: I. István bosnyák bán 1242 körül–1314                   | | | | |  |  |  |  |  |  |  |  |  |  |  |  |  |  |  |  |  |  |  |  |  |  |  |  |  |  |  |  |  |  |  |  |  |  |  |  |  |  |
|  |  | | | | | | |  |  |  |  | [1.] II. Vencel cseh király 1271–1305 1. fg. Habsburg Judit 1271–1297 2. fg.: Piast Erzsébet Richeza 1288–1335                                                                                      | [1.] II. Vencel cseh király 1271–1305 1. fg. Habsburg Judit 1271–1297 2. fg.: Piast Erzsébet Richeza 1288–1335                                                                                      | [1.] II. Vencel cseh király 1271–1305 1. fg. Habsburg Judit 1271–1297 2. fg.: Piast Erzsébet Richeza 1288–1335                                                                                      | [1.] II. Vencel cseh király 1271–1305 1. fg. Habsburg Judit 1271–1297 2. fg.: Piast Erzsébet Richeza 1288–1335                                                                                      | [1.] II. Vencel cseh király 1271–1305 1. fg. Habsburg Judit 1271–1297 2. fg.: Piast Erzsébet Richeza 1288–1335                                                                                      | [1.] II. Vencel cseh király 1271–1305 1. fg. Habsburg Judit 1271–1297 2. fg.: Piast Erzsébet Richeza 1288–1335                                                                                      |  |  |                                                                             |  |  |  | | | | | Nemanjić Erzsébet szerb királyi hercegnő 1270 körül–1331 férje: I. István bosnyák bán 1242 körül–1314                                                        | Nemanjić Erzsébet szerb királyi hercegnő 1270 körül–1331 férje: I. István bosnyák bán 1242 körül–1314                                                        | Nemanjić Erzsébet szerb királyi hercegnő 1270 körül–1331 férje: I. István bosnyák bán 1242 körül–1314      | Nemanjić Erzsébet szerb királyi hercegnő 1270 körül–1331 férje: I. István bosnyák bán 1242 körül–1314      | Nemanjić Erzsébet szerb királyi hercegnő 1270 körül–1331 férje: I. István bosnyák bán 1242 körül–1314                   | Nemanjić Erzsébet szerb királyi hercegnő 1270 körül–1331 férje: I. István bosnyák bán 1242 körül–1314                   | | | | |  |  |  |  |  |  |  |  |  |  |  |  |  |  |  |  |  |  |  |  |  |  |  |  |  |  |  |  |  |  |  |  |  |  |  |  |  |  |
|  |  | | | | | | |  |  |  |  | | | | | | |  |  |                                                                             |  |  |  | | | | | | | | | | | | | | |  |  |  |  |  |  |  |  |  |  |  |  |  |  |  |  |  |  |  |  |  |  |  |  |  |  |  |  |  |  |  |  |  |  |  |  |  |  |
|  |  | | | | | | |  |  |  |  | [1.] Přemysl Erzsébet cseh királyi hercegnő 1292–1330 férje: I. (Luxemburgi/Vak) János cseh király 1296–1346                                                                                        | [1.] Přemysl Erzsébet cseh királyi hercegnő 1292–1330 férje: I. (Luxemburgi/Vak) János cseh király 1296–1346                                                                                        | [1.] Přemysl Erzsébet cseh királyi hercegnő 1292–1330 férje: I. (Luxemburgi/Vak) János cseh király 1296–1346                                                                                        | [1.] Přemysl Erzsébet cseh királyi hercegnő 1292–1330 férje: I. (Luxemburgi/Vak) János cseh király 1296–1346                                                                                        | [1.] Přemysl Erzsébet cseh királyi hercegnő 1292–1330 férje: I. (Luxemburgi/Vak) János cseh király 1296–1346                                                                                        | [1.] Přemysl Erzsébet cseh királyi hercegnő 1292–1330 férje: I. (Luxemburgi/Vak) János cseh király 1296–1346                                                                                        |  |  |                                                                             |  |  |  | II. István bosnyák bán 1292–1353 felesége: Piast Erzsébet 1302–1345                                                                                          | II. István bosnyák bán 1292–1353 felesége: Piast Erzsébet 1302–1345                                                                                          | II. István bosnyák bán 1292–1353 felesége: Piast Erzsébet 1302–1345                                                                                          | II. István bosnyák bán 1292–1353 felesége: Piast Erzsébet 1302–1345                                                                                          | II. István bosnyák bán 1292–1353 felesége: Piast Erzsébet 1302–1345                                                                                          | II. István bosnyák bán 1292–1353 felesége: Piast Erzsébet 1302–1345                                                                                          | | | Kotromanić Ulászló boszniai régens ?–1354 felesége: Šubić Ilona 1306 körül–1378                                         | Kotromanić Ulászló boszniai régens ?–1354 felesége: Šubić Ilona 1306 körül–1378                                         | Kotromanić Ulászló boszniai régens ?–1354 felesége: Šubić Ilona 1306 körül–1378                                         | Kotromanić Ulászló boszniai régens ?–1354 felesége: Šubić Ilona 1306 körül–1378                                         | Kotromanić Ulászló boszniai régens ?–1354 felesége: Šubić Ilona 1306 körül–1378                                         | Kotromanić Ulászló boszniai régens ?–1354 felesége: Šubić Ilona 1306 körül–1378                                         |  |  |  |  |  |  |  |  |  |  |  |  |  |  |  |  |  |  |  |  |  |  |  |  |  |  |  |  |  |  |  |  |  |  |  |  |  |  |
|  |  | | | | | | |  |  |  |  | [1.] Přemysl Erzsébet cseh királyi hercegnő 1292–1330 férje: I. (Luxemburgi/Vak) János cseh király 1296–1346                                                                                        | [1.] Přemysl Erzsébet cseh királyi hercegnő 1292–1330 férje: I. (Luxemburgi/Vak) János cseh király 1296–1346                                                                                        | [1.] Přemysl Erzsébet cseh királyi hercegnő 1292–1330 férje: I. (Luxemburgi/Vak) János cseh király 1296–1346                                                                                        | [1.] Přemysl Erzsébet cseh királyi hercegnő 1292–1330 férje: I. (Luxemburgi/Vak) János cseh király 1296–1346                                                                                        | [1.] Přemysl Erzsébet cseh királyi hercegnő 1292–1330 férje: I. (Luxemburgi/Vak) János cseh király 1296–1346                                                                                        | [1.] Přemysl Erzsébet cseh királyi hercegnő 1292–1330 férje: I. (Luxemburgi/Vak) János cseh király 1296–1346                                                                                        |  |  |                                                                             |  |  |  | II. István bosnyák bán 1292–1353 felesége: Piast Erzsébet 1302–1345                                                                                          | II. István bosnyák bán 1292–1353 felesége: Piast Erzsébet 1302–1345                                                                                          | II. István bosnyák bán 1292–1353 felesége: Piast Erzsébet 1302–1345                                                                                          | II. István bosnyák bán 1292–1353 felesége: Piast Erzsébet 1302–1345                                                                                          | II. István bosnyák bán 1292–1353 felesége: Piast Erzsébet 1302–1345                                                                                          | II. István bosnyák bán 1292–1353 felesége: Piast Erzsébet 1302–1345                                                                                          | | | Kotromanić Ulászló boszniai régens ?–1354 felesége: Šubić Ilona 1306 körül–1378                                         | Kotromanić Ulászló boszniai régens ?–1354 felesége: Šubić Ilona 1306 körül–1378                                         | Kotromanić Ulászló boszniai régens ?–1354 felesége: Šubić Ilona 1306 körül–1378                                         | Kotromanić Ulászló boszniai régens ?–1354 felesége: Šubić Ilona 1306 körül–1378                                         | Kotromanić Ulászló boszniai régens ?–1354 felesége: Šubić Ilona 1306 körül–1378                                         | Kotromanić Ulászló boszniai régens ?–1354 felesége: Šubić Ilona 1306 körül–1378                                         |  |  |  |  |  |  |  |  |  |  |  |  |  |  |  |  |  |  |  |  |  |  |  |  |  |  |  |  |  |  |  |  |  |  |  |  |  |  |
|  |  | | | | | | |  |  |  |  | IV. (I.) Károly német-római császár és cseh király 1316–1378 1. fg. Valois Blanka 1316–1348 2. fg.: Bajor Anna 1329–1353 3. fg. Świdnicai Anna 1339 körül–1362 4. fg. Pomerániai Erzsébet 1347–1393 | IV. (I.) Károly német-római császár és cseh király 1316–1378 1. fg. Valois Blanka 1316–1348 2. fg.: Bajor Anna 1329–1353 3. fg. Świdnicai Anna 1339 körül–1362 4. fg. Pomerániai Erzsébet 1347–1393 | IV. (I.) Károly német-római császár és cseh király 1316–1378 1. fg. Valois Blanka 1316–1348 2. fg.: Bajor Anna 1329–1353 3. fg. Świdnicai Anna 1339 körül–1362 4. fg. Pomerániai Erzsébet 1347–1393 | IV. (I.) Károly német-római császár és cseh király 1316–1378 1. fg. Valois Blanka 1316–1348 2. fg.: Bajor Anna 1329–1353 3. fg. Świdnicai Anna 1339 körül–1362 4. fg. Pomerániai Erzsébet 1347–1393 | IV. (I.) Károly német-római császár és cseh király 1316–1378 1. fg. Valois Blanka 1316–1348 2. fg.: Bajor Anna 1329–1353 3. fg. Świdnicai Anna 1339 körül–1362 4. fg. Pomerániai Erzsébet 1347–1393 | IV. (I.) Károly német-római császár és cseh király 1316–1378 1. fg. Valois Blanka 1316–1348 2. fg.: Bajor Anna 1329–1353 3. fg. Świdnicai Anna 1339 körül–1362 4. fg. Pomerániai Erzsébet 1347–1393 |  |  |                                                                             |  |  |  | Kotromanić Erzsébet bosnyák királyi hercegnő 1339/40–1387 férje: I. (Nagy) Lajos magyar és lengyel király 1326–1382                                          | Kotromanić Erzsébet bosnyák királyi hercegnő 1339/40–1387 férje: I. (Nagy) Lajos magyar és lengyel király 1326–1382                                          | Kotromanić Erzsébet bosnyák királyi hercegnő 1339/40–1387 férje: I. (Nagy) Lajos magyar és lengyel király 1326–1382                                          | Kotromanić Erzsébet bosnyák királyi hercegnő 1339/40–1387 férje: I. (Nagy) Lajos magyar és lengyel király 1326–1382                                          | Kotromanić Erzsébet bosnyák királyi hercegnő 1339/40–1387 férje: I. (Nagy) Lajos magyar és lengyel király 1326–1382                                          | Kotromanić Erzsébet bosnyák királyi hercegnő 1339/40–1387 férje: I. (Nagy) Lajos magyar és lengyel király 1326–1382                                          | | | Kotromanić Katalin bosnyák királyi hercegnő ?–1396 körül férje: I. Hermann cillei gróf 1332/34–1385                     | Kotromanić Katalin bosnyák királyi hercegnő ?–1396 körül férje: I. Hermann cillei gróf 1332/34–1385                     | Kotromanić Katalin bosnyák királyi hercegnő ?–1396 körül férje: I. Hermann cillei gróf 1332/34–1385                     | Kotromanić Katalin bosnyák királyi hercegnő ?–1396 körül férje: I. Hermann cillei gróf 1332/34–1385                     | Kotromanić Katalin bosnyák királyi hercegnő ?–1396 körül férje: I. Hermann cillei gróf 1332/34–1385                     | Kotromanić Katalin bosnyák királyi hercegnő ?–1396 körül férje: I. Hermann cillei gróf 1332/34–1385                     |  |  |  |  |  |  |  |  |  |  |  |  |  |  |  |  |  |  |  |  |  |  |  |  |  |  |  |  |  |  |  |  |  |  |  |  |  |  |
|  |  | | | | | | |  |  |  |  | IV. (I.) Károly német-római császár és cseh király 1316–1378 1. fg. Valois Blanka 1316–1348 2. fg.: Bajor Anna 1329–1353 3. fg. Świdnicai Anna 1339 körül–1362 4. fg. Pomerániai Erzsébet 1347–1393 | IV. (I.) Károly német-római császár és cseh király 1316–1378 1. fg. Valois Blanka 1316–1348 2. fg.: Bajor Anna 1329–1353 3. fg. Świdnicai Anna 1339 körül–1362 4. fg. Pomerániai Erzsébet 1347–1393 | IV. (I.) Károly német-római császár és cseh király 1316–1378 1. fg. Valois Blanka 1316–1348 2. fg.: Bajor Anna 1329–1353 3. fg. Świdnicai Anna 1339 körül–1362 4. fg. Pomerániai Erzsébet 1347–1393 | IV. (I.) Károly német-római császár és cseh király 1316–1378 1. fg. Valois Blanka 1316–1348 2. fg.: Bajor Anna 1329–1353 3. fg. Świdnicai Anna 1339 körül–1362 4. fg. Pomerániai Erzsébet 1347–1393 | IV. (I.) Károly német-római császár és cseh király 1316–1378 1. fg. Valois Blanka 1316–1348 2. fg.: Bajor Anna 1329–1353 3. fg. Świdnicai Anna 1339 körül–1362 4. fg. Pomerániai Erzsébet 1347–1393 | IV. (I.) Károly német-római császár és cseh király 1316–1378 1. fg. Valois Blanka 1316–1348 2. fg.: Bajor Anna 1329–1353 3. fg. Świdnicai Anna 1339 körül–1362 4. fg. Pomerániai Erzsébet 1347–1393 |  |  |                                                                             |  |  |  | Kotromanić Erzsébet bosnyák királyi hercegnő 1339/40–1387 férje: I. (Nagy) Lajos magyar és lengyel király 1326–1382                                          | Kotromanić Erzsébet bosnyák királyi hercegnő 1339/40–1387 férje: I. (Nagy) Lajos magyar és lengyel király 1326–1382                                          | Kotromanić Erzsébet bosnyák királyi hercegnő 1339/40–1387 férje: I. (Nagy) Lajos magyar és lengyel király 1326–1382                                          | Kotromanić Erzsébet bosnyák királyi hercegnő 1339/40–1387 férje: I. (Nagy) Lajos magyar és lengyel király 1326–1382                                          | Kotromanić Erzsébet bosnyák királyi hercegnő 1339/40–1387 férje: I. (Nagy) Lajos magyar és lengyel király 1326–1382                                          | Kotromanić Erzsébet bosnyák királyi hercegnő 1339/40–1387 férje: I. (Nagy) Lajos magyar és lengyel király 1326–1382                                          | | | Kotromanić Katalin bosnyák királyi hercegnő ?–1396 körül férje: I. Hermann cillei gróf 1332/34–1385                     | Kotromanić Katalin bosnyák királyi hercegnő ?–1396 körül férje: I. Hermann cillei gróf 1332/34–1385                     | Kotromanić Katalin bosnyák királyi hercegnő ?–1396 körül férje: I. Hermann cillei gróf 1332/34–1385                     | Kotromanić Katalin bosnyák királyi hercegnő ?–1396 körül férje: I. Hermann cillei gróf 1332/34–1385                     | Kotromanić Katalin bosnyák királyi hercegnő ?–1396 körül férje: I. Hermann cillei gróf 1332/34–1385                     | Kotromanić Katalin bosnyák királyi hercegnő ?–1396 körül férje: I. Hermann cillei gróf 1332/34–1385                     |  |  |  |  |  |  |  |  |  |  |  |  |  |  |  |  |  |  |  |  |  |  |  |  |  |  |  |  |  |  |  |  |  |  |  |  |  |  |
|  |  | | | | | | |  |  |  |  | [4.] Luxemburgi Zsigmond magyar és cseh király, német-római császár 1368–1437 1. fg. Anjou Mária magyar királynő 1371–1395 ld. baloldalt 2. fg. Cillei Borbála 1392–1451 ld. jobbra lent            | [4.] Luxemburgi Zsigmond magyar és cseh király, német-római császár 1368–1437 1. fg. Anjou Mária magyar királynő 1371–1395 ld. baloldalt 2. fg. Cillei Borbála 1392–1451 ld. jobbra lent            | [4.] Luxemburgi Zsigmond magyar és cseh király, német-római császár 1368–1437 1. fg. Anjou Mária magyar királynő 1371–1395 ld. baloldalt 2. fg. Cillei Borbála 1392–1451 ld. jobbra lent            | [4.] Luxemburgi Zsigmond magyar és cseh király, német-római császár 1368–1437 1. fg. Anjou Mária magyar királynő 1371–1395 ld. baloldalt 2. fg. Cillei Borbála 1392–1451 ld. jobbra lent            | [4.] Luxemburgi Zsigmond magyar és cseh király, német-római császár 1368–1437 1. fg. Anjou Mária magyar királynő 1371–1395 ld. baloldalt 2. fg. Cillei Borbála 1392–1451 ld. jobbra lent            | [4.] Luxemburgi Zsigmond magyar és cseh király, német-római császár 1368–1437 1. fg. Anjou Mária magyar királynő 1371–1395 ld. baloldalt 2. fg. Cillei Borbála 1392–1451 ld. jobbra lent            |  |  |                                                                             |  |  |  | Anjou Mária magyar királynő 1371–1395 1. fj. Valois Lajos francia királyi herceg 1372–1407 2. fj. Luxemburgi Zsigmond magyar király 1368–1437 ld. jobboldalt | Anjou Mária magyar királynő 1371–1395 1. fj. Valois Lajos francia királyi herceg 1372–1407 2. fj. Luxemburgi Zsigmond magyar király 1368–1437 ld. jobboldalt | Anjou Mária magyar királynő 1371–1395 1. fj. Valois Lajos francia királyi herceg 1372–1407 2. fj. Luxemburgi Zsigmond magyar király 1368–1437 ld. jobboldalt | Anjou Mária magyar királynő 1371–1395 1. fj. Valois Lajos francia királyi herceg 1372–1407 2. fj. Luxemburgi Zsigmond magyar király 1368–1437 ld. jobboldalt | Anjou Mária magyar királynő 1371–1395 1. fj. Valois Lajos francia királyi herceg 1372–1407 2. fj. Luxemburgi Zsigmond magyar király 1368–1437 ld. jobboldalt | Anjou Mária magyar királynő 1371–1395 1. fj. Valois Lajos francia királyi herceg 1372–1407 2. fj. Luxemburgi Zsigmond magyar király 1368–1437 ld. jobboldalt | | | Cillei Hermann 1360 körül–1435 felesége: Schaunbergi Anna 1358 körül–1396 körül                                         | Cillei Hermann 1360 körül–1435 felesége: Schaunbergi Anna 1358 körül–1396 körül                                         | Cillei Hermann 1360 körül–1435 felesége: Schaunbergi Anna 1358 körül–1396 körül                                         | Cillei Hermann 1360 körül–1435 felesége: Schaunbergi Anna 1358 körül–1396 körül                                         | Cillei Hermann 1360 körül–1435 felesége: Schaunbergi Anna 1358 körül–1396 körül                                         | Cillei Hermann 1360 körül–1435 felesége: Schaunbergi Anna 1358 körül–1396 körül                                         |  |  |  |  |  |  |  |  |  |  |  |  |  |  |  |  |  |  |  |  |  |  |  |  |  |  |  |  |  |  |  |  |  |  |  |  |  |  |
|  |  | | | | | | |  |  |  |  | [4.] Luxemburgi Zsigmond magyar és cseh király, német-római császár 1368–1437 1. fg. Anjou Mária magyar királynő 1371–1395 ld. baloldalt 2. fg. Cillei Borbála 1392–1451 ld. jobbra lent            | [4.] Luxemburgi Zsigmond magyar és cseh király, német-római császár 1368–1437 1. fg. Anjou Mária magyar királynő 1371–1395 ld. baloldalt 2. fg. Cillei Borbála 1392–1451 ld. jobbra lent            | [4.] Luxemburgi Zsigmond magyar és cseh király, német-római császár 1368–1437 1. fg. Anjou Mária magyar királynő 1371–1395 ld. baloldalt 2. fg. Cillei Borbála 1392–1451 ld. jobbra lent            | [4.] Luxemburgi Zsigmond magyar és cseh király, német-római császár 1368–1437 1. fg. Anjou Mária magyar királynő 1371–1395 ld. baloldalt 2. fg. Cillei Borbála 1392–1451 ld. jobbra lent            | [4.] Luxemburgi Zsigmond magyar és cseh király, német-római császár 1368–1437 1. fg. Anjou Mária magyar királynő 1371–1395 ld. baloldalt 2. fg. Cillei Borbála 1392–1451 ld. jobbra lent            | [4.] Luxemburgi Zsigmond magyar és cseh király, német-római császár 1368–1437 1. fg. Anjou Mária magyar királynő 1371–1395 ld. baloldalt 2. fg. Cillei Borbála 1392–1451 ld. jobbra lent            |  |  |                                                                             |  |  |  | Anjou Mária magyar királynő 1371–1395 1. fj. Valois Lajos francia királyi herceg 1372–1407 2. fj. Luxemburgi Zsigmond magyar király 1368–1437 ld. jobboldalt | Anjou Mária magyar királynő 1371–1395 1. fj. Valois Lajos francia királyi herceg 1372–1407 2. fj. Luxemburgi Zsigmond magyar király 1368–1437 ld. jobboldalt | Anjou Mária magyar királynő 1371–1395 1. fj. Valois Lajos francia királyi herceg 1372–1407 2. fj. Luxemburgi Zsigmond magyar király 1368–1437 ld. jobboldalt | Anjou Mária magyar királynő 1371–1395 1. fj. Valois Lajos francia királyi herceg 1372–1407 2. fj. Luxemburgi Zsigmond magyar király 1368–1437 ld. jobboldalt | Anjou Mária magyar királynő 1371–1395 1. fj. Valois Lajos francia királyi herceg 1372–1407 2. fj. Luxemburgi Zsigmond magyar király 1368–1437 ld. jobboldalt | Anjou Mária magyar királynő 1371–1395 1. fj. Valois Lajos francia királyi herceg 1372–1407 2. fj. Luxemburgi Zsigmond magyar király 1368–1437 ld. jobboldalt | | | Cillei Hermann 1360 körül–1435 felesége: Schaunbergi Anna 1358 körül–1396 körül                                         | Cillei Hermann 1360 körül–1435 felesége: Schaunbergi Anna 1358 körül–1396 körül                                         | Cillei Hermann 1360 körül–1435 felesége: Schaunbergi Anna 1358 körül–1396 körül                                         | Cillei Hermann 1360 körül–1435 felesége: Schaunbergi Anna 1358 körül–1396 körül                                         | Cillei Hermann 1360 körül–1435 felesége: Schaunbergi Anna 1358 körül–1396 körül                                         | Cillei Hermann 1360 körül–1435 felesége: Schaunbergi Anna 1358 körül–1396 körül                                         |  |  |  |  |  |  |  |  |  |  |  |  |  |  |  |  |  |  |  |  |  |  |  |  |  |  |  |  |  |  |  |  |  |  |  |  |  |  |
|  |  | [1.] a szám a szögletes zárójelben azt jelöli, hogy a gyermek hányadik házasságból született fg. feleség fj. férj | [1.] a szám a szögletes zárójelben azt jelöli, hogy a gyermek hányadik házasságból született fg. feleség fj. férj | [1.] a szám a szögletes zárójelben azt jelöli, hogy a gyermek hányadik házasságból született fg. feleség fj. férj | [1.] a szám a szögletes zárójelben azt jelöli, hogy a gyermek hányadik házasságból született fg. feleség fj. férj | [1.] a szám a szögletes zárójelben azt jelöli, hogy a gyermek hányadik házasságból született fg. feleség fj. férj | [1.] a szám a szögletes zárójelben azt jelöli, hogy a gyermek hányadik házasságból született fg. feleség fj. férj |  |  |  |  | [2.] Luxemburgi Erzsébet 1409–1442 férje: I. (Habsburg) Albert magyar, német és cseh király 1397–1439                                                                                               | [2.] Luxemburgi Erzsébet 1409–1442 férje: I. (Habsburg) Albert magyar, német és cseh király 1397–1439                                                                                               | [2.] Luxemburgi Erzsébet 1409–1442 férje: I. (Habsburg) Albert magyar, német és cseh király 1397–1439                                                                                               | [2.] Luxemburgi Erzsébet 1409–1442 férje: I. (Habsburg) Albert magyar, német és cseh király 1397–1439                                                                                               | [2.] Luxemburgi Erzsébet 1409–1442 férje: I. (Habsburg) Albert magyar, német és cseh király 1397–1439                                                                                               | [2.] Luxemburgi Erzsébet 1409–1442 férje: I. (Habsburg) Albert magyar, német és cseh király 1397–1439                                                                                               |  |  |                                                                             |  |  |  | [2.] Luxemburgi N. magyar királyi herceg 1395–1395 | [2.] Luxemburgi N. magyar királyi herceg 1395–1395 | [2.] Luxemburgi N. magyar királyi herceg 1395–1395 | [2.] Luxemburgi N. magyar királyi herceg 1395–1395 | [2.] Luxemburgi N. magyar királyi herceg 1395–1395 | [2.] Luxemburgi N. magyar királyi herceg 1395–1395 | | | Cillei Borbála 1392–1451 férje: Luxemburgi Zsigmond magyar és cseh király, német-római császár 1368–1437 ld. balra fent | Cillei Borbála 1392–1451 férje: Luxemburgi Zsigmond magyar és cseh király, német-római császár 1368–1437 ld. balra fent | Cillei Borbála 1392–1451 férje: Luxemburgi Zsigmond magyar és cseh király, német-római császár 1368–1437 ld. balra fent | Cillei Borbála 1392–1451 férje: Luxemburgi Zsigmond magyar és cseh király, német-római császár 1368–1437 ld. balra fent | Cillei Borbála 1392–1451 férje: Luxemburgi Zsigmond magyar és cseh király, német-római császár 1368–1437 ld. balra fent | Cillei Borbála 1392–1451 férje: Luxemburgi Zsigmond magyar és cseh király, német-római császár 1368–1437 ld. balra fent |  |  |  |  |  |  |  |  |  |  |  |  |  |  |  |  |  |  |  |  |  |  |  |  |  |  |  |  |  |  |  |  |  |  |  |  |  |  |

## Élete
A stájer eredetű Cilleiek Mária királynő uralkodása idején szerezték első magyarországi birtokaikat a Zágráb vármegyei Szamoborban. A család igazi felemelkedése édesapjának köszönhető, aki népes családot tudhatott magáénak, hiszen három fia és három lánya volt, közülük Borbála volt a legkisebb. Édesanyja, négyéves korában meghalt. A nikápolyi csata után Cillei Hermann jelentős katonai és pénzügyi segítséget adott Zsigmondnak, aki ezzel volt képes stabilizálni a csatavesztés miatt kialakult súlyos belpolitikai válságot. Borbála ebben a miliőben nevelkedett és készült a királynéi szerepre, hiszen az édesapjának elkötelezett király, kilencéves korában eljegyezte.

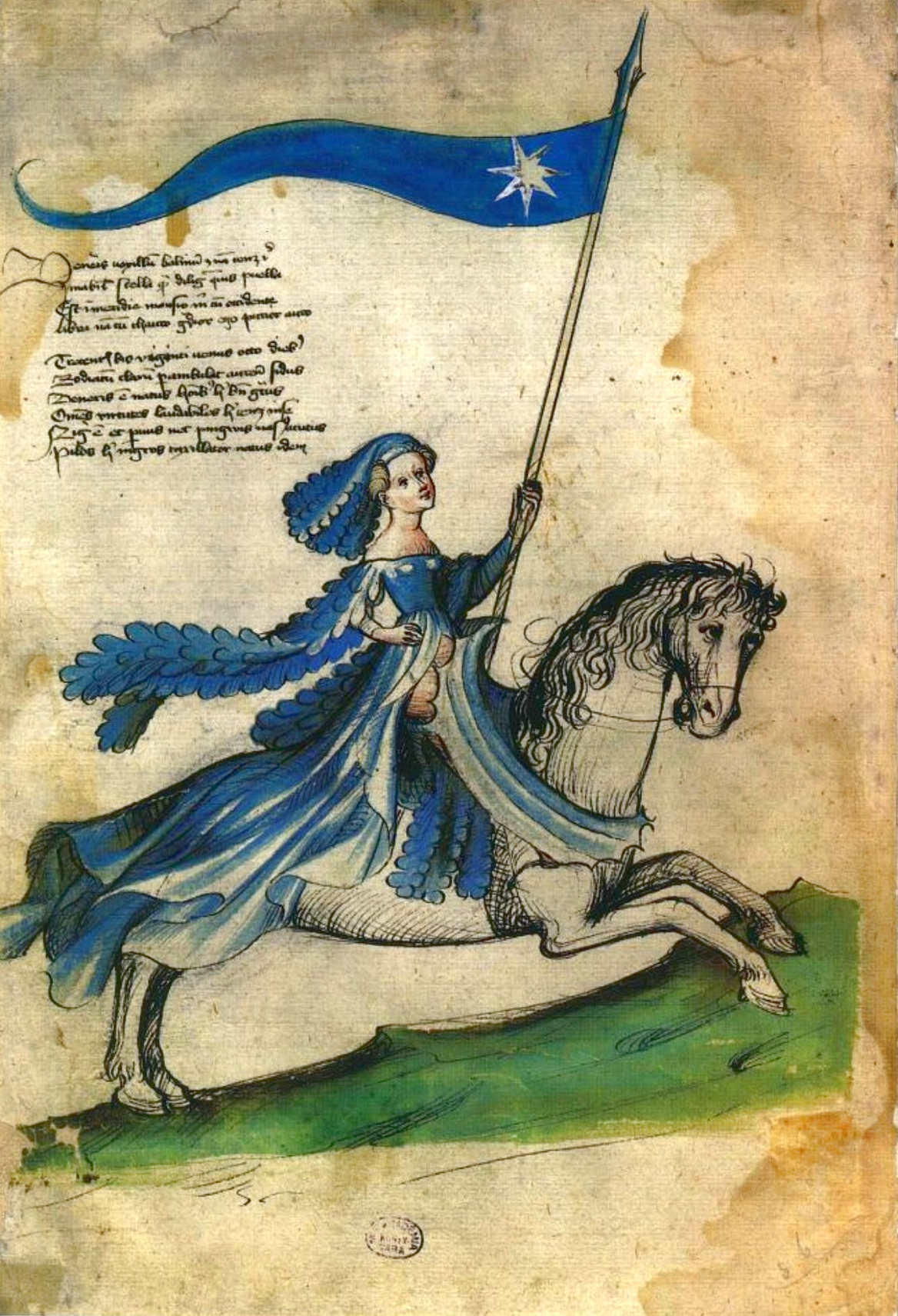
Allegorikus lovasfigura a Bellifortis című 15. századi mű illusztrációja, korábban tévesen Cillei Borbálával azonosították

Amit Zsigmond és felesége kapcsolatáról elfogulatlan forrásokból meg lehet tudni, az egyáltalán nem támasztja alá a királynéról szóló hagyományosan elítélő képet. Ez a negatív kép két fő forrásból táplálkozott: egyrészt, hogy nem tudott fiút szülni, másrészt pedig, hogy családja, a Cilleiek Ausztriában a Habsburgokkal, itthon pedig a Hunyadiakkal kerültek konfliktusba, ami a királyné megítélésére is rossz fényt vetett a kortársak és főleg az utókor szemében.
Zsigmond 1401 őszén a siklósi várban való fogsága idején egyezett meg a Garai–Cillei ligával, és a várból való kiszabadulása után jegyezte el Borbálát, ugyanabban az időben, amikor II. Ulászló lengyel király eljegyezte Borbála unokatestvérét, Cillei Annát, és amikor a siklósi egyezség értelmében Garai Miklós jegyességre lépett Borbála nővérével, ifjabb Annával. A házasságkötésre azonban csak később került sor.
Az eljegyzéskor Cillei Borbála 9, a házasságkötéskor 13 éves volt, de csak 1408-ban kezdte meg a királyi pár a házaséletet; Cillei Borbála ekkor 16 éves volt. Az első gyerek 1409-ben született Erzsébet, aki később Albert király felesége lett.
A házasságkötés miatt 1405. november 16-án Zsigmond meghívót küldött a budai káptalannak. A meghívó már a megszólításban utalt a házasságra, mert a szokásos »üdvözletünk és kegyelmünk« formulát megtoldotta a »jelen örömünkben való részvételt« kívánó szavakkal. ». A meghívó közölte a menyasszony nevét és származását, és az esküvő időpontját és helyszínét is kitűzte: a következő Szent Miklós ünnepén (december 6.) Fehérvárott. A levelet a budai várnagy testvére, Jakab mutatta fel a budai prépostnak és a káptalan tagjainak, ezzel meghívva őket az esküvőre és a vele egybekötött koronázásra. A levél kifejezte azt is, hogy a címzettek kötelesek képviselőjüket elküldeni, hogy az ünnepségen hódoljanak a királynak és az új királynénak, és kifejezzék hűségüket.
1405. december 6-án Székesfehérvárott magyar királynévá, 1414. november 8-án Aachenben német királynévá, 1437. február 11-én Prágában cseh királynévá koronázták. Magyar királynévá koronázásának érdekessége, hogy nem a királynéi, hanem a Szent Koronával koronázták meg.
Elkísérte férjét a konstanzi zsinatra, de később Zsigmond visszaküldte Magyarországra. 1419 elején feltételezett házasságtörése miatt Zsigmond Nagyváradra száműzte, majd az év végén mégis kibékült vele, és 1424-ben nekiadta a felvidéki bányavárosokat. 1437-ben egyes vélekedések szerint a saját veje, Albert ellen szándékozott törni, és a magyar-cseh koronát Ulászló lengyel király kezére akarta játszani. Erre hivatkozva Albert, Zsigmond utóda fogságra vetette, és mint fogoly kísérte Pozsonyig férjének holttestét. Albert király a megkoronáztatása után szabadon bocsátotta Borbálát, aki Lengyelországba menekült. Mivel a magyar rendek nem engedték meg, hogy az országba visszatérjen, és a lengyelek sem szívesen látták, Csehországba vonult, ahol Mělník várában élt még 12 évig, és alkímiával foglalkozott.
Lánya Luxemburgi Erzsébet királyné, akit túlélt. Unokái: Anna (1432–1462), György (1435–1435), Erzsébet (1437–1505) és V. László (1440–1457). Dédnagymamaként halt meg, egyetlen dédunokája, akinek megérte a születését, elsőszülött unokájának, Anna hercegnőnek az elsőszülött lánya, Margit szász hercegnő (1449–1501) volt, aki János Cicero brandenburgi választófejedelemhez ment feleségül.

### Leszármazottai
- Férjétől, Luxemburgi Zsigmond (1368–1437) magyar, cseh és német királytól, német-római császártól, egy leány:
  - Erzsébet (1409–1442) magyar, cseh és német királyi hercegnő, német-római császári hercegnő, férje I. (V.) Albert (1397–1439) osztrák herceg, magyar, cseh és német király, négy gyermek:
    - Anna (1432–1462), trónkövetelő 1457–1458-ban, jegyese I. Ulászló (1424–1444) magyar és lengyel király, férje III. Vilmos (1425–1482) türingiai tartománygróf, I. Frigyes szász herceg és választófejedelem fia, két leány:
      - Margit (1449–1501), férje I. János Cicero (1455–1499) brandenburgi őrgróf és választófejedelem, hét gyermek
      - Katalin (1453–1534), férje II. (Podjebrád) Henrik münsterbergi herceg (1452–1492), I. (Podjebrád) György cseh király fia és Podjebrád Katalin magyar királyné féltestvére, két gyermek

    - György (1435–1435)
    - Erzsébet (1437–1505), férje IV. Kázmér lengyel király (1427–1492), I. Ulászló öccse, 13 gyermek, többek között:
      - II. Ulászló (1456–1516) magyar és cseh király

    - László (1440–1457), V. László néven magyar és cseh király, osztrák herceg

## Állítólagos házasságtörése

### A kortársak szemével

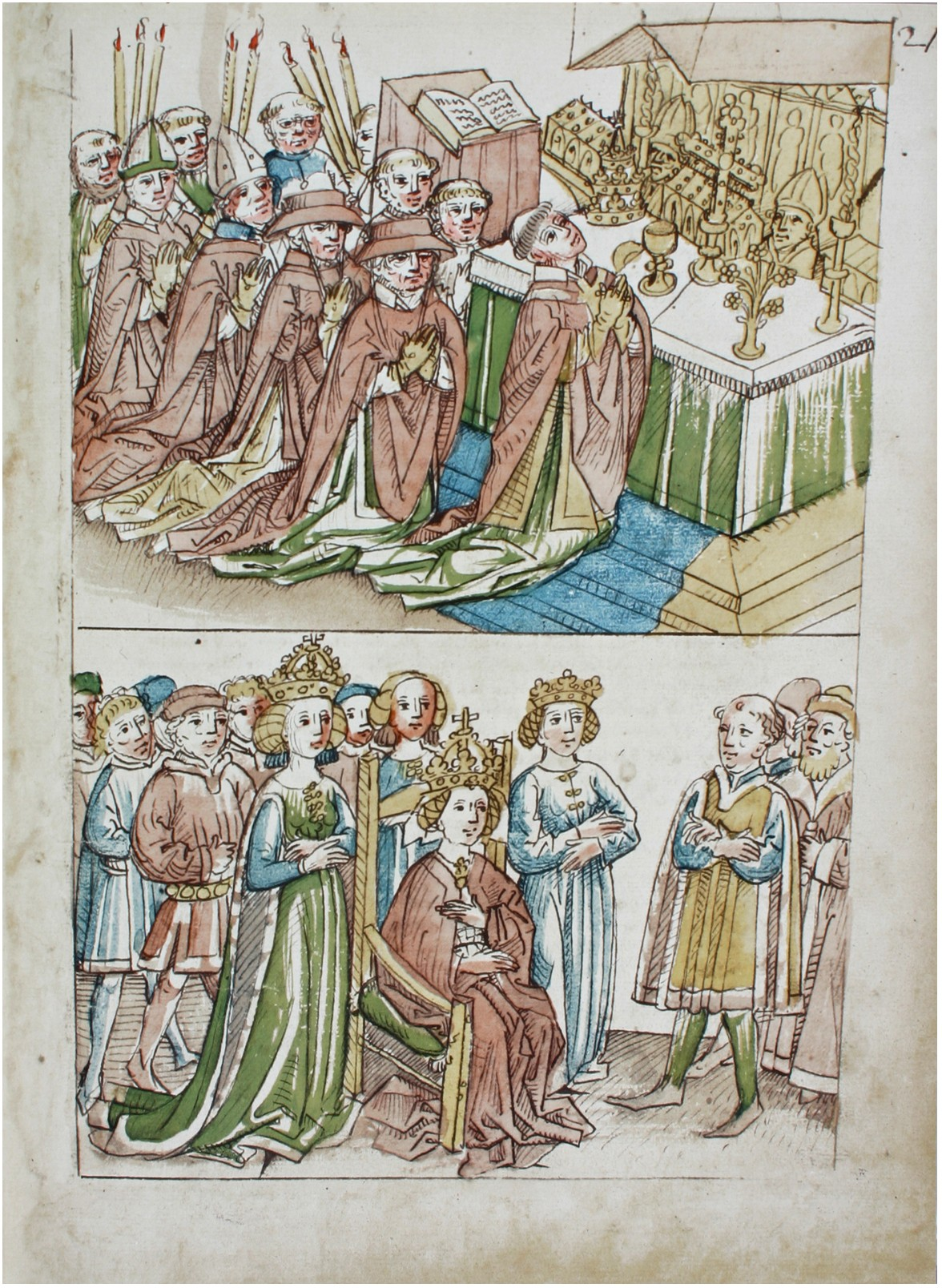
Borbála királynő ülve hallgatja a misét, Ulrich Richental: Das Konzil zu Konstanz

Windecke Eberhard, Zsigmond német származású „mindenese”, aki közelről ismerte a királyt, elkísérte külföldi útjain, és különösen pénzügyi machinációinak volt részese, a király halála után az életrajzírója lett. Windecke Magyarországon nősült, pozsonyi polgárasszonyt vett feleségül, ennek köszönhetően a pozsonyi polgárok közé is bekerült, tehát a magyarországi viszonyokat is jól ismerte. Windecke összefoglalta Borbála királyné állítólagos házasságtöréséről szerzett információit. Az egész ügyet rágalomnak minősítette, aminek azonban a király teljes súllyal hitelt adott 1419-ben, és eltaszította feleségét. Amikor a király Budára érkezett, a királynénak az Alföldön a jászok és kunok területén át Váradra kellett mennie. Az itt töltött fél-háromnegyed év alatt nagyon nehéz körülmények között élt a királyné, lánya és szolgálói. Nehezen teremtették elő a pénzt ételre és italra, váltás ruhájuk nem volt, ezért megbetegedtek, eltetvesedtek, és piszkosak is lettek. Ekkor a király Budára küldte őket, ő pedig Váradra érkezett, hogy fogadja a török szultán követségét. A tárgyalások után a király Buda felé indult, feleségét visszaküldte Váradra, de ő nem akart oda visszamenni, hanem inkább észak felé indult. A királyi pár másfél évig nem találkozott. A kibékülést György passaui püspök, Hohenlohe grófja, valamint Lajos öttingeni gróf, a király kancellárja és udvarmestere érte el tárgyalások révén. Szakolcán találkoztak karácsonykor. A királyné térdre ereszkedve könyörgött azért, hogy a király bocsásson meg neki, ha valamit elkövetett volna, de a király nem akart erről hallani. A bocsánatot lányuk, Erzsébet hercegnő esdekelte ki. Ezután a királyi pár együtt aludt.
Windecke nem tárja fel az okokat, amelyek az állítólagos házasságtörésről szóltak, nem említi meg a szereplőket, akik részt vettek volna az eseményekben, és nem nevezi meg a rágalmazókat sem, akik Borbála királynét hírbe hozták, csak és kizárólag a következményeket taglalja, viszont könyvének egy másik passzusában homályosan ugyan, de sejteti az eseményeket, amelyek okozták, okozhatták a királyné vesztét.
Az 1419. év húshagyó keddjén viszály tört ki Lajos, Ingolstadt hercege, és a branderburgi őrgróf között, aki Zsigmond király hűbérese volt. Miután megsértették egymást, hadba vonultak.
Maga az ellenségeskedés régebbi eredetű volt, amikor Zsigmond király hitelt vett fel a Katalóniába vonuláshoz. Lajos herceg azonban az ígért tizenhétezer aranynak csak egy részét adta. A király levélben biztosította a herceget, hogy a hitel visszafizetését a királynétól is kérheti. A szerződés szerint a hercegnek ki kellett volna fizetnie a király adósságait, amikor az hazaérkezik. A pénz visszafizetéséhez az őrgróf vállalt kezességet, hogy a királynét szolgálja és tetszését elnyerje. Ezután a királynét hírbe hozták az őrgróffal.
Aeneas Sylvius Piccolomini, a későbbi II. Piusz pápa, aki eléggé negatív színben szólt mindig a királynéról, a következőket nyilatkozta az esetről: „De ahogy Zsigmond nők után sóvárgott, úgy kezdett ő is mást szeretni, mivel egy hűtlen férj, hűtlen feleséget terem.” Jean de Montreuil humanista tudós és magyarországi követ szintén Zsigmondot hibáztatta az ügyért: „halandók között nem volt engedékenyebb férj, mint ő, mert nem csak, hogy hagyta, hogy felesége azt csináljon, amit akar, hanem még bátorította, hogy nyilvános táncokban vegyen részt, minden férfival csevegjen, és oly nagy nyájassággal megérintse, hogy nyíltan mondogatták, hogy aki nem ismeri őt, nem királynénak, hanem alantas mesterséget űző nőnek tartaná.”

### A magyar történeti hagyományban
A magyar hagyományokban Cillei Borbála bűnös asszonyként szerepel, és ez a kép él a mai napig róla. A magyar nemzet történetében Schönherr Gyula így összegzi a Borbála királyné állítólagos házasságtörése ügyében hangoztatott vádakat és annak következményeit:
1417 elején a nádor vette át a kormányzást, mivel a király a zsinat után még egy ideig Németországban maradt. Borbála királynéról rosszindulatú híreket terjesztettek, és hírbe hozták a Német Lovagrend egyik tagjával, Walmeroddal, aki akkor Budán tartózkodott. Ez Kálmán király óta példátlan volt. A krónikák nem vettek tudomást a pletykáról, mégis eljutott a királyhoz. A pletyka amiatt is hihető volt, mivel a Cilleiek történetében nem volt ritka a megcsalás és a család elleni bűnök sem.
Maga a király nem akart ítélkezni az ügyben, ezért húzta-halasztotta a találkozást feleségével. Német területen vendégeskedett különböző fejedelmeknél, és csak 1419 január közepén ért haza. Ekkor a pletykáknak hitelt adva úgy döntött, hogy felesége nem találkozhat vele, így Budáról Várad közelébe küldte szigorú őrizet alatt, ahol sokat kellett nélkülöznie lányával, Erzsébettel, aki akkor 12 éves volt.
Innen akkor vitték Budára, amikor a királynak az Alföldre kellett utaznia; és amikor Zsigmond Budára ment, a királynénak távoznia kellett onnan. Most annyi engedményt kapott, hogy megválaszthatta, hova megy. Az új helyszín Holics volt, ahol már jobb körülmények között élhetett. Karácsonykor Hohenlohe György passaui püspök és esztergomi érsek, Öttingen Lajos gróf és a Cilleiek több támogatója elérte, hogy a királyi pár találkozzon. Ekkor Erzsébetnek sikerült kiesdekelnie a bocsánatot.

### A mai tudományos megközelítés szerint
Mályusz Elemér, a nagy Zsigmond-kutató a Zsigmondról írott könyvében meg sem említi ezt az állítólagos házasságtörést, csak röviden annyit mond, hogy hűtlensége miatt Borbála jövedelmei 1419-ben zárlat alá kerültek. Annak ellenére nem foglalkozik a történtekkel, hogy a Schönherrnél Walmerodként azonosított állítólagos szeretőről, aki a Német Lovagrendet képviselte hazánkban, Wallenrode János (Johannes von Wallenrode, 1370 körül–1419) rigai érsekről megemlékezik. Wallenrode János az általa betöltött magas egyházi pozícióhoz képest világias életet élt. Kedvelte a szép lovakat, és nem sajnálta rájuk a pénzt, amiért meg is szólták. Kiváló társalkodó volt, emiatt megkapta a lüttichi püspökséget is. Rigai érsekként nagy szolgálatot tett Zsigmondnak a konstanzi zsinaton.
Mályusz a bajor herceg és a brandenburgi őrgróf viszályát is megemlíti, azonban Cillei Borbála csak nagyon érintőlegesen szerepel benne, de úgy, mintha a legcsekélyebb köze sem lenne az ügyhöz. Zsigmond aragóniai utazásával volt kapcsolatos az egész.
A spanyolországi út célja az volt, hogy rávegye XIII. Benedek pápát a lemondásra. Ehhez pénz kellett, amit a király Lajos bajor hercegtől, a francia királyné, Isabeau testvérétől kívánt kölcsönkérni. A kölcsönkért összeg 11 000 forint volt, amit csak rendkívüli ígéretek ellenében kapott meg. Egy hónapra kért kölcsön, és évjáradékot is ígért. Kezesei Frigyes nürnbergi várgróf, Ozorai Pipo temesi ispán és János esztergomi prépost alkancellár voltak. Ha pedig ő nem tud fizetni, akkor a teljes összeg a királynétól is követelhető.
A király megkapta a pénzt, elutazott, és eredménnyel tért vissza, az összeget azonban nem tudta visszaadni. Ekkor már azt is lehetett látni, hogy az évjáradékot sem tudja majd fizetni. A 23 000 forintot egyben követelte, és a kezesek közül egyedül Hohenzollern Frigyessel foglalkozott, a többiekkel nem, mivel az ő szerepüket formálisnak tekintette. A várgróffal kölcsönösen sértegették egymást; ezért is feltűnő, hogy a többieket nem vette figyelembe.
Jörg Konrad Hoensch (1935–2001) német történész Borbála királynét felmenti a vádak alól, és az egész házasságtörési históriát lényegében koncepciós pernek tartja a királyné ellen koholt vádak alapján, melynek semmilyen alapja sem volt. A harag tényleges okát abban jelöli meg, hogy elégedetlen volt azzal, ahogy az asszony az országot kormányozta. A király figyelmeztette feleségét, hogy több figyelmet fordítson a török elleni harcra és a közbiztonság javítására, de a királyné nem tudott minden feladatot úgy ellátni, ahogy férje akarta. Garai nádor elkísérte a királyt Aragóniába, Franciaországba és Angliába, Kanizsai megbetegedett, és 1418-ban meghalt.
A források nem írnak arról, hogy indította el a rágalmat. Borbála és lánya, Erzsébet Váradon
nyomorúságos körülmények között élt, éheztek, tetvesek, piszkosak voltak, ezért megbetegedtek. A kibékülésben közbenjárók között említi még Jagelló Ulászló királyt, továbbá Hohenlohe György német főkancellár és Öttingeni Lajos udvarmestert.
A házastársi hűség megszegése egy toposz volt abban a korban, Borbála unokatestvére, II. (Jagelló) Ulászló lengyel király 1416-ban meghalt második felesége, Annát is hírbe hozták két lovaggal. Csak a gnieznói érsek vizsgálata után mentették fel. Borbálára minden különösebb indok nélkül fogták rá, hogy I. Frigyes brandenburgi őrgróffal és/vagy Wallenrode János rigai érsekkel került túl közeli kapcsolatba. Hoensch valószínűtlennek tartja, hogy a hűtlenség lett volna a valódi ok.

## Emlékezete
A királynét Aeneas Sylvius Piccolomini (a későbbi II. Piusz pápa) hitetlennek és nagy politikai ambícióval megáldott intrikusnak jellemezte, aki az ügyes pénzbefektetéseinek és bölcs tanácsainak köszönhetően tekintélyes vagyonra tett szert, amely támogatta abbéli céljaiban, hogy az ő hiteleitől súlyosan eladósodott Zsigmondra hatást gyakoroljon a napi politikában. Habár maga Piccolomini Borbálát egy közvetlenül a királyné halála után írott levelében „elszánt asszony”-nak jellemezte, továbbá szabadgondolkodónak tartotta, az utókorra egy erkölcstelen, telhetetlen asszony, egy „német Messalina” képe maradt. Emellett egyesek olyan elvetemültnek tartották, aki nem hitt se istenben, se angyalban, se ördögben, se mennyben, se pokolban.
Borbála jelentős birtokokat igazgatott, mivel az övé volt Óbuda, Kecskemét, a Csepel-sziget hatalmas területei, valamint Trencsén vármegye hét, Zólyom vármegye öt, Liptó vármegye három várral, a felvidéki bányavárosok többsége, Heves, Gömör, Nógrád és Hont vármegyei uradalmakkal együtt. Óbudát szánta székhelyének így itt és a birtokain lévő várakban komoly építkezéseket folytatott, de ezek mára javarészben már nem láthatóak. A birtokainak igazgatását illetően meg kell állapítani, hogy jól gazdálkodott velük, hiszen jelentős bevételei voltak és rendszeres gazdasági segítséget nyújtott férjének. Mindazonáltal Zsigmond és Borbála házastársi kapcsolatáról és a királynéról kialakult hagyományosan elítélő képhez hozzátartozik, hogy családja hibáival és erényeivel együtt semmiben sem különbözött a velük egy szinten állóktól. Borbála vallásosságáról nem maradt bizonyíték, de kimutatható a Mária-kultusz iránti tisztelete, és ez nem támasztja alá a bírálói által hangoztatott hitetlenségét.

## Alakja a színházművészetben
Borbála megjelenik Háy Gyula Isten, császár, paraszt címmel 1935-ben írott drámájában, mely darabot 1945. május 10-én mutatták be a Nemzeti Színházban Gellért Endre rendezésében, és ahol a királynét Somogyi Erzsi alakította, Zsigmondot Major Tamás formálta meg, Husz Jánost Somlay Artúr személyesítette meg. 1983. január 28-án a darabot a Madách Színház állította színpadra: Borbála Schütz Ila, Zsigmond Huszti Péter és Husz János Balázsovits Lajos volt, rendezte Ádám Ottó. 2001. szeptember 28-án a szolnoki Szigligeti Színház vitte színre Csiszár Imre rendezésében, Borbála Létay Dóra, Zsigmond Mihályfi Balázs és Husz Rátóti Zoltán volt.

## Jegyzetek

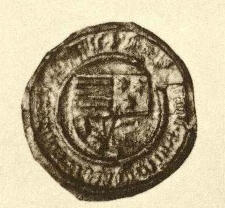
Borbála pecsétje